# نیس (ایستوری)
نیس (به لاتین: Nes) یک منطقهٔ مسکونی در جزایر فارو است که در Nes Municipality واقع شده‌است. نیس ۲۸۹ نفر جمعیت دارد.